# Mashauash
Los mashauash o ma, también llamados mashawash, meshwesh o maxies, eran los miembros de una antigua tribu de bereberes libios.
Esta tribu era conocida por los egipcios desde hacía mucho tiempo: su nombre figuraba en la lista de los pueblos invasores vencidos por Merenptah (c. 1213-1203 a. C.), hijo y sucesor de Ramsés II. Los mashauash estaban instalados al oeste del delta del Nilo, según los documentos egipcios, más allá de los Tehenu, en la Cirenaica, región de la antigua Libia. Heródoto los situaba en Tunicia y eran sedentarios, pues eran agricultores y poseían casas. Heródoto decía que los mashauash, según ellos, descendían de los troyanos. Esta tribu intentó extenderse hacia el este e invadió periódicamente Egipto, a partir de Amenofis III, hacia 1380 a. C.
| G20 | SA | A | wA | A | SA | A | T14 | A1 · Z2 |

| G20 | SA | A | wA | A | SA | A | T14 | A1 · Z2 |

## Historia

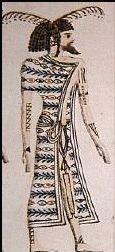
Libio pintado en la tumba de Sethy I.

Durante la dinastía XIX y la XX, los mashauash estuvieron casi en permanente conflicto con el Imperio Egipcio.
En el transcurso del siglo XI a. C., una parte de esta tribu se infiltró pacíficamente en el Delta del Nilo, donde reinaba la Dinastía XXI egipcia. Estos ma (diminutivo de mashauash) fundaron una especie de feudo, alrededor de Bubastis. Sus dirigentes, se hicieron cada vez más influyentes, tomando el control del país durante la Dinastía XXII (c. 945-715 a. C.), fundada por uno de ellos, Sheshonq I, que se sentó en el trono de Egipto.
La Dinastía XXIII (c. 818 - 715 a. C.), coetánea de las dinastías XXII, XXIV y XXV, procede de la misma familia, y por tanto de los ma. Se las apoda dinastías libias. Es de destacar otra tribu libia que jugó un papel importante en el Antiguo Egipto, los libu.
Al final de la Dinastía XXIII reinó otro mashauash, Osocor. Después de un interregno de 38 años, durante los que los reyes nativos egipcios, Siamón y Psusenes II ocuparon el trono, los mashauash gobernaron Egipto durante la Dinastía XXII y Dinastía XXIII, bajo poderosos reyes como Sheshonq I, Osorkon I, Osorkon II, Sheshonq III y Osorkon III. El reinado de estos reyes mashauash llegó a su fin con la invasión de los Kushitas, Dinastía XXV, en el año 20.º de Pianjy.
Los mashauash eran de origen libio, como se indica explícitamente en una genealogía contenida en la estela de Pasenhor (datada en el reinado de Sheshonq V, en la que se dice que los grandes jefes de los mashauash (incluyendo a los reyes de la Dinastía XXII), eran descendientes de "Buyuwawa el Libio". El origen libio-bereber de los mashauash está también demostrado por sus nombres propios (como Osorkon, Takelot, Nimlot II, Sheshonq, etc.) y un puñado de títulos no egipcios utilizados por este pueblo, que están relacionado con las antiguas y modernas lenguas bereberes.
Después de los egipcios, los griegos, romanos y bizantinos mencionaron varias tribus de los bereberes. Nombres tribales posteriormente diferirían de los escritos egipcios, pero probablemente, algunas tribus fueron nombradas por las fuentes antiguas y modernas sin saberse fueran las mismas. Los mashauash representan el ejemplo más probable y persistente. Académicos creen que es el mismo nombre tribal pronunciado como mazies por Hecateo, y como maxyes por Heródoto, que después serían conocidos como mazaces y mazaxes por las fuentes latinas. Todos estos nombres incluidos el de los masienios, masilios, masesilos, machussios, macanitae se aproximan al usado por los bereberes en su lengua: amazighes.

## Textos e inscripciones

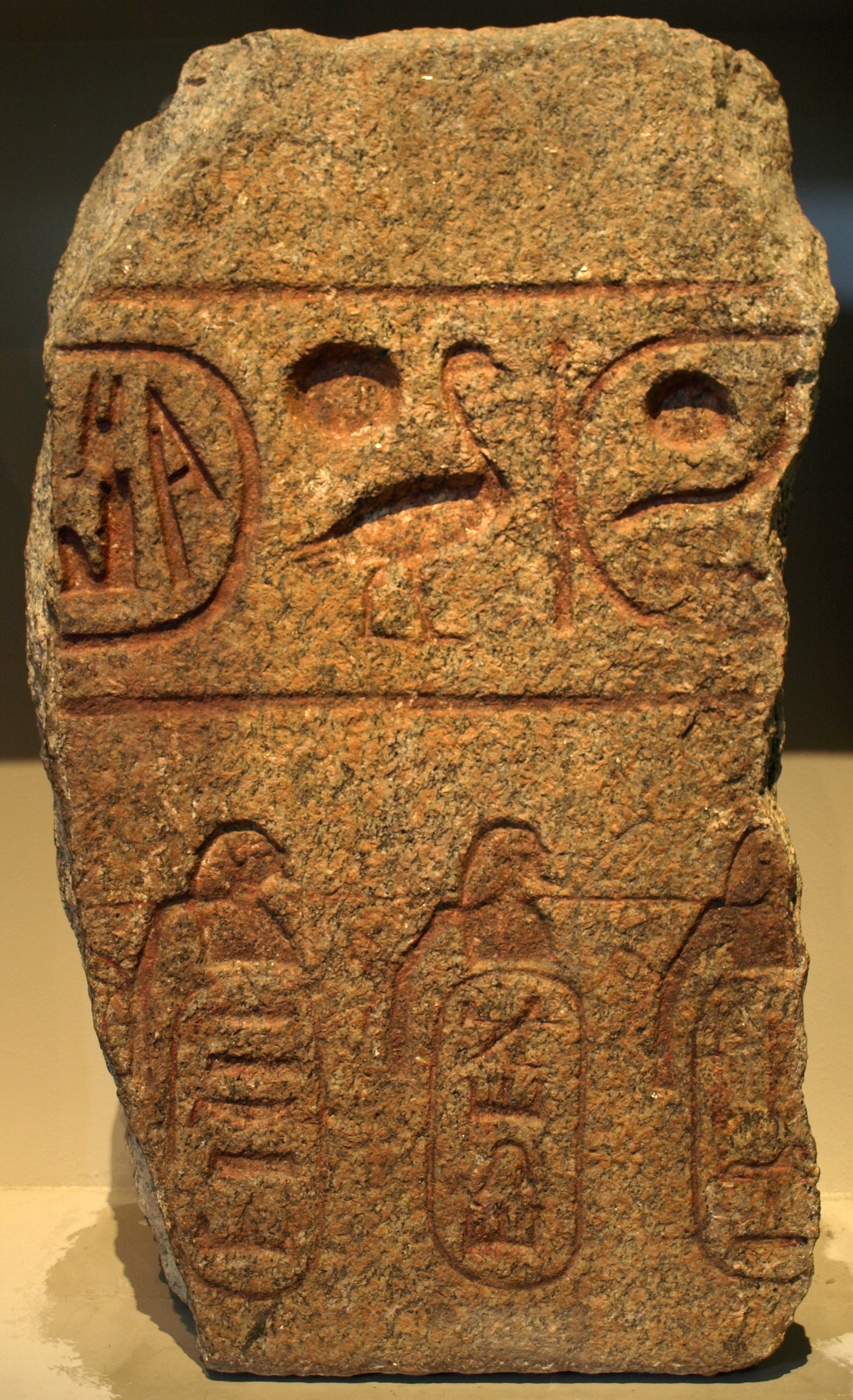
Inscripción representando las ciudades extranjeras capturadas durante el reinado de Ramsés II. Son: Iter (en Nubia), Mashauash (un grupo étnico libio), y Keshkesh (una ciudad costera situada al sur del mar Negro). Bloque de granito rojo procedente de Bubastis, dinastía XIX, fechado alrededor del 1250 a. C., actualmente custodiado en el Museo Británico EA 1104.

Los mashauash ya eran conocidos por los textos egipcios de la Dinastía XVIII donde se les mencionaba como proveedores de ganado para el palacio del faráon Amenofis III en Malkata. Lo que indica que quizás hubo relaciones comerciales entre los mashauash y los egipcios en esa época. Al menos, puede decirse que los egipcios estaban familiarizados con los mashauash. Durante el resto de la Dinastía XVIII, la información sobre los mashauash o los libios en general, es superficial. Sin embargo, hay representaciones de libios (quizás mashauash) desde el reinado de Akenatón, incluido un notable papiro que describe a un grupo de libios asesinando a un egipcio. Sin embargo el papiro es fragmentario, así que no se sabe cuál era el contexto histórico.
Las relaciones entre los libios y los egipcios durante el periodo ramésida fueron una fuente constante de conflictos.
Los relieves de batallas de Karnak del reinado de Seti I describen al rey en combate contra hordas de libios; sin embargo el texto únicamente denomina a los libios como tehenu, uno de los términos genéricos para Libia en egipcio, más que una específica denominación tribal.
Durante el siguiente reinado, el de Ramsés II, los egipcios construyeron una serie de fortalezas costeras que rodeaban el oeste de la región de Marsa Matruh, que incluía al-Alamayn y Zawayat Umm al-Rakham. La presencia de dichas fortalezas demuestra una seria amenaza procedente del oeste, y Ramsés afirmaba haber derrocado a libios en varios textos retóricos. Sin embargo, como con Seti I, no especificaban si los mashauash estaban o no involucrados.
Durante el reinado de Merenptah parece que el sistema de alerta avanzada del tiempo de su padre había quedado en el mal estado durante una invasión libia inesperada en el Delta del Nilo y en los Oasis occidentales,en el quinto año de su reinado. A diferencia de sus predecesores, Merenptah dice en sus relieves de batallas de Karnak que fue principalmente la tribu Libu la que provocó el conflicto, pero que los mashauash y los aliados de los Pueblos del Mar aliados estaban también involucrados. Efectivamente, Merenptah afirma que "9100 espadas de los mashauash" fueron capturadas. (Este conflicto también es descrito en la Estela de Merenptah, también conocida como la Estela de Israel).
Unos veinticinco años después, durante el reinado de Ramsés III, El conflicto creciente entre egipcios y libios llegó a un punto crítico. Esta vez, los mashauash fueron los que instigaron el enfrentamiento, aunque otras tribus libias y sus aliados los Pueblos del Mar estuvieron involucrados luchando en dos campañas muy importantes contra el rey egipcio, en los años quinto y undécimo del reinado de Ramsés III.
El undécimo año de campaña estuvo preocupado casi exclusivamente con los mashauash, sin embargo. Ramsés consiguió la victoria, e internaron a los mashauash en campos de concentración en el Egipto Medio para forzar su asimilación a la cultura egipcia y presionarlos para prestaran servicio militar al estado egipcio. Según el Papiro Harris I, Ramsés «los instaló a [ellos] en las fortalezas del Rey, donde escuchan la lengua de los egipcios, sirviendo al Rey, hizo que desapareciera su lengua.» En un texto del Tercer periodo intermedio se menciona que, por lo menos, había cinco «fortalezas de los mashauash» en la zona de Heracleópolis Magna; fueron probablemente los que asentó Ramsés. Sin embargo, a pesar de los intentos para contener la inmigración libia en Egipto, fue incapaz de frenarla.
Durante la Dinastía XX, varios textos de ostracas y papiros mencionan ataques de las tribus mashauash hasta en Tebas, donde los obreros de Deir el-Medina se vieron obligados a pedir asilo en el templo funerario de Medinet Habu.